# 알바니아 사회주의 인민공화국
알바니아 사회주의 인민공화국(알바니아어: Republika Popullore Socialiste e Shqipërisë 레푸블리카 포풀로레 소치알리스테 에 슈치퍼리서)는 1946년부터 1992년까지 알바니아에서 공산주의가 지배하던 시대의 공식 국호이다. 이 나라의 첫 이름은 알바니아 인민공화국(알바니아어: Republika Popullore e Shqipërisë 레푸블리카 포풀로레 에 슈치퍼리서)로, 1946년부터 1976년까지 쓰였다. 1976년 새 헌법이 채택되면서, 국호는 '알바니아 사회주의 인민공화국'으로 바뀌었다.
1945년 12월, 알바니아 인민의회 선거가 열렸는데, 후보는 각각 한 사람밖에 없었으며 모두 엔베르 호자가 이끄는 공산주의 민주전선 출신이었다.:17 민주전선의 후신인 인민해방전선은 경찰, 사법부, 경제를 장악하였으며, 사법 교육을 받지 않은 판사들이 주재한 일련의 전시 재판을 통하여 정적 수백 명을 제거하였다.:17 1946년 알바니아는 알바니아 인민공화국으로 선포되었으며, 그 후 미국과 관계를 끊고 1947년 마셜 계획에 참여하기를 거부하였다.:17 1948년 유고슬라비아와 소련이 결별하면서 알바니아와 유고슬라비아의 긴밀했던 관계도 끊어졌다.:17 알바니아는 바르샤바 조약의 창립 회원국이었으며, 소련의 지원에 크게 의존한 나라였다.:17 호자는 스탈린주의 교조에 경도되어 있었기 때문에 1960년에 소련에서 탈스탈린화가 일어나자 소련과 관계가 끊겼다.:19 알바니아는 마오쩌둥의 중국과 긴밀한 관계를 맺게 되었다.:19 마오쩌둥이 죽자 1978년 알바니아는 중국과도 관계가 나빠졌다.:19